# Kaimar Vagul
Kaimar Vagul (* 13. April 2007) ist ein estnischer Skispringer.

## Werdegang
Im Juli 2018 gewann Kaimar Vagul bei der inoffiziellen Sommer-Kinderweltmeisterschaft in Ruhpolding die Bronzemedaille im Einzel. Ein Jahr später gewann er bei einer Veranstaltung dieser Größenordnung die Silbermedaille im Einzelwettbewerb. Im August 2022 debütierte er im FIS-Cup und belegte in Frenštát den 41. und 46. Platz. Die ersten Punkte dieser Serie erzielte er am 3. September desselben Jahres und belegte beim Wettbewerb in Kranj den 23. Platz. Damit wurde er zum weltweit ersten Skispringer des Jahrgangs 2007, der in einem solchen Wettkampf Punkte holte. Am 17. September 2022 startete er in Stams erstmals im Sommer-Continentalcup und beendete den Wettbewerb auf den Plätzen 55 und 58. Im Dezember 2022 debütierte er in der Winterausgabe des Continental Cups und belegte beim Wettbewerb in Vikersund einen Top-60-Platz. Am 17. Februar 2023 gewann er die Goldmedaille bei den Nordischen Juniorenmeisterschaften.
Bei den estnischen Meisterschaften im März 2023 gewann er im Einzel Silber.
Im Rahmen der Vierschanzentournee 2023/24 startete Vagul erstmals in der Weltcup-Qualifikation, nachdem er zuvor seine ersten Continental-Cup-Punkte geholt hatte.

## Privates
Vagul lebt in Oberstdorf und startet dort für den dortigen Skiclub.

## Erfolge

### Weltmeisterschaften
- Trondheim 2025: 45. Normalschanze, 49. Großschanze

### Europaspiele
- Zakopane 2023: 40. Großschanze, DSQ Kleinschanze

### Juniorenweltmeisterschaften
- Planica 2024: 11. Normalschanze
- Lake Placid 2025: 22. Normalschanze

### Olympische Jugend-Winterspiele
- Gangwon 2024: 5. Normalschanze